# Delphyre testacea
Delphyre testacea är en fjärilsart som beskrevs av Druce 1884. Delphyre testacea ingår i släktet Delphyre och familjen björnspinnare. Inga underarter finns listade i Catalogue of Life.